# عبد الرشيد صوفي
عبد الرشيد بن علي بن عبد الرحمن صوفي (1964 -) هو قارئ للقرآن حاصل على الشهادة العالية في القراءات العشر، وكان مفتيًا للصومال، يحمل الجنسيتين الصومالية والقطرية. نشأ عبد الرشيد في بيت علم ودين؛ فوالده، الشيخ علي بن عبد الرحمن صوفي، كان مفتي الصومال ومقرئها، وأول من أدخل ونشر علم التجويد والقراءات في البلاد. شارك في برامج تلفازية تناولت رحلته في تعليم القرآن ونشره، منها برنامج وثائقي على قناة الجزيرة.

## سيرته
تعلم عبد الرشيد القرآن والقراءات على يد والده، وأتم حفظ القرآن وهو في العاشرة من عمره، ثم أتقن علم التجويد على يد والده الشيخ برواية حفص عن عاصم، وبعد ذلك القراءات السبع عن طريق الشاطبية، ثم انتقل عام 1981 إلى مصر حيث درس علم القراءات ونال الشهادة العالية في القراءات العشر. وإلى جانب دراسته النظامية في المعهد، قرأ القرآن على المقرئ محمد بن إسماعيل الهمذاني في الجامع الأزهر، حيث أجازه الشيخ محمد بن إسماعيل الهمذاني إجازتين بسنده المتصل إلى النبي الكريم صلى الله عليه وسلم؛ الأولى: في القراءات العشر من طريق الشاطبية والدرة، والثانية: في القراءات العشر من طريق الطيبة.

## سفره إلى قطر
انتقل عام 1991 إلى قطر التي حصل على جنسيتها وصار يعمل في وزارة الأوقاف ويتولى الإمامة والخطابة في جامع أنس بن مالك. شارك الشيخ في أنشطة دعوية متعددة داخل قطر وخارجها، بإلقاء الدروس والمحاضرات والمشاركة في الندوات والاجتماعات الإسلامية خاصة في أوروبا، وله تسجيلات قرآنية عديدة.

## مصاحفه
- المصحف المرتل برواية حفص عن عاصم القارئ عبد الرشيد صوفي
- المصحف المرتل برواية خلف عن حمزة - القارئ عبد الرشيد صوفي
- المصحف المرتل برواية الدوري عن أبي عمرو القارئ عبد الرشيد صوفي
- المصحف المرتل برواية السوسي عن أبي عمرو القارئ عبد الرشيد صوفي